# Élections législatives de 1962 dans les Hautes-Pyrénées
Les élections législatives françaises de 1962 se déroulent les 18 et 25 novembre 1962. Dans le département des Hautes-Pyrénées, deux députés sont à élire dans le cadre de deux circonscriptions.

## Élus
| Circonscription | Député sortant                             | Parti | Parti  | Député élu ou réélu | Parti | Parti   |
| --------------- | ------------------------------------------ | ----- | ------ | ------------------- | ----- | ------- |
| 1re             | René Billères                              |       | Radsoc | René Billères       |       | Radsoc  |
| 2e              | Pierre Pérus suppléant de Jacques Fourcade |       | CNIP   | Paul Thillard       |       | UNR-UDT |

## Résultats

### Résultats à l'échelle du département
| Parti          | Parti                                          | Premier tour | Premier tour | Second tour | Second tour | Sièges |
| Parti          | Parti                                          | Voix         | %            | Voix        | %           | Sièges |
| -------------- | ---------------------------------------------- | ------------ | ------------ | ----------- | ----------- | ------ |
|                | Union pour la nouvelle République (UDT)        | 25 123       | 29,61        | 32 515      | 35,47       | 1      |
|                | Majorité présidentielle                        | 25 123       | 29,61        | 32 515      | 35,47       | 1      |
|                |                                                |              |              |             |             |        |
|                | Centre national des indépendants et paysans    | 11 588       | 13,66        | 10 830      | 11,81       | 0      |
|                | Mouvement républicain populaire                | 2 911        | 3,43         | Retrait     | Retrait     | 0      |
|                | Centre démocratique                            | 14 499       | 17,09        | 10 830      | 11,81       | 0      |
|                |                                                |              |              |             |             |        |
|                | Parti radical                                  | 19 862       | 23,41        | 30 283      | 33,03       | 1      |
|                | Parti communiste français                      | 15 863       | 18,70        | Retrait     | Retrait     | 0      |
|                | Section française de l'Internationale ouvrière | 9 498        | 11,67        | 18 053      | 19,69       | 0      |
|                |                                                |              |              |             |             |        |
| Inscrits       | Inscrits                                       | 135 218      | 100,00       | 135 225     | 100,00      | 2      |
| Abstentions    | Abstentions                                    | 48 296       | 35,72        | 41 384      | 30,6        |        |
| Votants        | Votants                                        | 86 922       | 64,28        | 93 841      | 69,4        |        |
| Blancs et nuls | Blancs et nuls                                 | 2 077        | 2,39         | 2 160       | 2,3         |        |
| Exprimés       | Exprimés                                       | 84 845       | 97,61        | 91 681      | 97,7        |        |

### Résultats par circonscription

#### Première circonscription (Tarbes-Sud - Bagnères-de-Bigorre)
| Candidat       | Candidat                    | Parti          | Premier tour | Premier tour | Second tour | Second tour |  |
| Candidat       | Candidat                    | Parti          | Voix         | %            | Voix        | %           |  |
| -------------- | --------------------------- | -------------- | ------------ | ------------ | ----------- | ----------- |  |
|                | René Billères sortant réélu | Radsoc         | 19 862       | 48,16        | 30 283      | 68,87       |  |
|                | Roger Charier               | UNR-UDT        | 10 497       | 25,45        | 13 687      | 31,13       |  |
|                | Paul Chastellain            | PCF            | 7 969        | 19,32        | Retrait     | Retrait     |  |
|                | Joseph Poli                 | MRP            | 2 911        | 7,06         | Retrait     | Retrait     |  |
|                |                             |                |              |              |             |             |  |
| Inscrits       | Inscrits                    | Inscrits       | 67 136       | 100,00       | 67 127      | 100,00      |  |
| Abstentions    | Abstentions                 | Abstentions    | 24 812       | 36,96        | 21 806      | 32,48       |  |
| Votants        | Votants                     | Votants        | 42 324       | 63,04        | 45 321      | 67,52       |  |
| Blancs et nuls | Blancs et nuls              | Blancs et nuls | 1 085        | 2,56         | 1 351       | 2,98        |  |
| Exprimés       | Exprimés                    | Exprimés       | 41 239       | 97,44        | 43 970      | 97,02       |  |

#### Deuxième circonscription (Tarbes-Nord - Lourdes)
| Candidat       | Candidat             | Parti          | Premier tour | Premier tour | Second tour | Second tour |  |
| Candidat       | Candidat             | Parti          | Voix         | %            | Voix        | %           |  |
| -------------- | -------------------- | -------------- | ------------ | ------------ | ----------- | ----------- |  |
|                | Paul Thillard élu    | UNR-UDT        | 14 626       | 33,54        | 18 828      | 39,46       |  |
|                | Pierre Pérus sortant | CNIP           | 11 588       | 26,57        | 10 830      | 22,7        |  |
|                | Marcel Billières     | SFIO           | 9 498        | 21,78        | 18 053      | 37,84       |  |
|                | Augustin Biran       | PCF            | 7 894        | 18,1         | Retrait     | Retrait     |  |
|                |                      |                |              |              |             |             |  |
| Inscrits       | Inscrits             | Inscrits       | 68 082       | 100,00       | 68 098      | 100,00      |  |
| Abstentions    | Abstentions          | Abstentions    | 23 484       | 34,49        | 19 578      | 28,75       |  |
| Votants        | Votants              | Votants        | 44 598       | 65,51        | 48 520      | 71,25       |  |
| Blancs et nuls | Blancs et nuls       | Blancs et nuls | 992          | 2,22         | 809         | 1,67        |  |
| Exprimés       | Exprimés             | Exprimés       | 43 606       | 97,78        | 47 711      | 98,33       |  |